# Liste du patrimoine mondial en Argentine
Cet article recense les sites inscrits au patrimoine mondial en Argentine.

## Statistiques
L'Argentine ratifie la Convention pour la protection du patrimoine mondial, culturel et naturel le 23 août 1978. Le premier site protégé est inscrit en 1981 lors de la 5e session du Comité du patrimoine mondial. 
En 2023, l'Argentine compte 12 sites inscrits au patrimoine mondial, 7 culturels et 5 naturels.
Le pays a également soumis 9 sites à la liste indicative, 5 culturels, 2 naturels et 2 mixtes.

## Listes

### Patrimoine mondial
Les sites argentins suivants sont inscrits au patrimoine mondial en 2023. Les noms et les graphies sont celles choisies par l'UNESCO. Les superficies des biens transfrontaliers sont celles de leurs parties argentines.
| Id.  | Site | Province                                                      | Année      | Superficie (ha) | Critères et notes | Coordonnées | Illus. |
| ---- | --- | ------------------------------------------------------------- | ---------- | --------------- | --- | --- | ------ |
| 936  | Cueva de las Manos, Río Pinturas | Santa Cruz                                                    | 1999       | 600             | Culturel, (iii) | 47° 09′ 00″ sud, 70° 40′ 01″ ouest |        |
| 995  | Ensemble (es) et les estancias jésuites (es) de Córdoba | Córdoba                                                       | 2000       | 38              | Culturel, (ii), (iv) Bien constitué de 6 sites distincts : Manzana Jesuítica (es), Estancia d'Alta Gracia, Estancia de Jesús María (es), Estancia Santa Catalina, Estancia jésuitique de Caroya, Estancia La Candelaria (es)                                                                                                | 31° 25′ 05″ sud, 64° 11′ 13″ ouest 31° 39′ 29″ sud, 64° 26′ 06″ ouest 30° 58′ 12″ sud, 64° 05′ 49″ ouest 30° 52′ 12″ sud, 64° 14′ 02″ ouest 30° 59′ 17″ sud, 64° 06′ 22″ ouest 31° 05′ 56″ sud, 64° 51′ 18″ ouest |        |
| 1321 | L'œuvre architecturale de Le Corbusier, une contribution exceptionnelle au Mouvement Moderne                                                                       | Buenos Aires                                                  | 2016       | 0,027           | Culturel, (ii), (vi) Bien sériel transfrontalier sériel avec l'Allemagne, la France, la Belgique, l'Inde, le Japon et la Suisse Un site en Argentine : la maison du docteur Curutchet. | 34° 54′ 40″ sud, 57° 56′ 31″ ouest |        |
| 275  | Missions jésuites des Guaranis : San Ignacio Miní, Santa Ana, Nuestra Señora de Loreto et Santa Maria Mayor (Argentine), ruines de São Miguel das Missões (Brésil) | Misiones                                                      | 1983, 1984 | 244,59          | Culturel, (iv) Bien sériel transfrontalier avec le Brésil. Quatre sites en Argentine : San Ignacio Miní, Santa Ana, Nuestra Señora de Loreto et Santa Maria Mayor. Le Paraguay possède un bien similaire (Missions jésuites de la Santísima Trinidad de Paraná et Jesús de Tavarangue), mais listé séparément par l'UNESCO. | 27° 15′ 00″ sud, 55° 31′ 01″ ouest 27° 22′ 59″ sud, 55° 34′ 01″ ouest 27° 19′ 59″ sud, 55° 31′ 01″ ouest 27° 53′ 17″ sud, 55° 20′ 38″ ouest |        |
| 1681 | Musée et lieu de Mémoire de l'ESMA - Ancien centre clandestin de détention, de torture et d'extermination                                                          | Buenos Aires                                                  | 2023       | 0,907           | Culturel, (vi) | 34° 32′ 17″ sud, 58° 27′ 50″ ouest |        |
| 303  | Parc national de l'Iguazu | Misiones                                                      | 1984       | 55 000          | Naturel, (vii), (x) Le Brésil compte un bien similaire, le parc national d'Iguaçu, sans qu'un unique bien transfrontalier n'ait été proposé. | 25° 31′ 05″ sud, 54° 07′ 59″ ouest |        |
| 145  | Parc national de Los Glaciares | Santa Cruz                                                    | 1981       | 726 927         | Naturel, (vii), (viii) | 50° 00′ 00″ sud, 73° 14′ 56″ ouest |        |
| 1526 | Parc national Los Alerces | Chubut                                                        | 2017       | 188 379         | Naturel, (vii), (x) | 42° 48′ 25″ sud, 71° 53′ 56″ ouest |        |
| 966  | Parcs naturels d'Ischigualasto / Talampaya | La Rioja, San Juan                                            | 2000       | 275 369         | Naturel, (viii) | 30° sud, 68° ouest |        |
| 937  | Presqu'île de Valdés | Chubut                                                        | 1999       | 360 000         | Naturel, (x) | 42° 30′ sud, 64° 00′ ouest |        |
| 1459 | Qhapaq Ñan, réseau de routes andin | Catamarca, Jujuy, La Rioja, Mendoza, Salta, San Juan, Tucumán | 2014       | 628,634         | Culturel, (ii), (iii), (iv), (vi) Bien sériel transfrontalier partagé avec la Bolivie, le Chili, la Colombie, l'Équateur et le Pérou, consistant en des tronçons de routes et des sites archéologiques. 13 tronçons de routes en Argentine.                                                                                 | 23° 22′ 01″ sud, 64° 58′ 01″ ouest 24° 25′ 59″ sud, 65° 57′ 00″ ouest 24° 34′ 59″ sud, 66° 01′ 59″ ouest 24° 49′ 01″ sud, 66° 09′ 00″ ouest 24° 40′ 59″ sud, 68° 31′ 01″ ouest 27° 10′ 01″ sud, 66° 00′ 00″ ouest 27° 40′ 59″ sud, 66° 00′ 00″ ouest 28° 52′ 01″ sud, 67° 55′ 59″ ouest 30° 03′ 00″ sud, 69° 10′ 01″ ouest 29° 04′ 59″ sud, 69° 19′ 59″ ouest 32° 06′ 00″ sud, 69° 19′ 59″ ouest 32° 36′ 00″ sud, 69° 28′ 01″ ouest 32° 49′ 01″ sud, 69° 54′ 00″ ouest |        |
| 1116 | Quebrada de Humahuaca | Jujuy                                                         | 2003       | 172 116         | Culturel, (ii), (iv), (v) | 23° 12′ 00″ sud, 65° 20′ 56″ ouest |        |

### Liste indicative
Les sites suivants sont inscrits sur la liste indicative de l'Argentine en 2023.
| Site                                                                                               | Province                    | Type                                   | Date | Lien | Notes | Coordonnées | Illus. |
| -------------------------------------------------------------------------------------------------- | --------------------------- | -------------------------------------- | ---- | ---- | --- | --- | ------ |
| Buenos Aires – La Plata : deux capitales de la culture de modernité, d'éclectisme et d'immigration | Buenos Aires                | Culturel, (ii), (iv)                   | 2018 | 6296 | | 34° 35′ 42″ sud, 58° 22′ 30″ ouest 34° 55′ 23″ sud, 57° 57′ 22″ ouest |        |
| Champs volcaniques Llancanelo et Payún Matrú, district Payunia                                     | Mendoza                     | Naturel, (vii), (viii)                 | 2011 | 5615 | | 36° 24′ 11″ sud, 69° 00′ 04″ ouest |        |
| Cueva de las Manos et autres sites associés du bassin de la rivière Pinturas                       | Santa Cruz                  | Culturel, (iii)                        | 2018 | 6297 | La cueva de las Manos est inscrite au patrimoine mondial depuis 1999 ; la proposition est une extension de ce bien et comprend une douzaine de sites. | |        |
| Moisés Ville                                                                                       | Santa Fe                    | Culturel, (ii), (iii), (vi)            | 2015 | 6066 | | 30° 43′ 01″ sud, 61° 28′ 59″ ouest |        |
| Parc national Sierra de las Quijadas                                                               | San Luis                    | Naturel, (vii), (viii), (ix)           | 2005 | 2021 | | 32° 33′ 04″ sud, 67° 03′ 50″ ouest |        |
| Réserve géologique, paléontologique et archéologique provinciale de Pehuèn co - Monte Hermoso (es) | Buenos Aires                | Mixte, (iii), (v), (vi), (viii), (ix)  | 2014 | 5851 | | 38° 59′ 20″ sud, 61° 21′ 04″ ouest |        |
| Routes san martiniennes (es)                                                                       | La Rioja, Mendoza, San Juan | Mixte, (vii), (viii), (ix), (x)        | 2019 | 6384 | Comprend 7 sites, six cols de montagne et un camp militaire, liés aux armées de José de San Martín lors de la lutte pour l'indépendance du Chili et du Pérou : - Paso de Los Patos - Col de la Cumbre - Paso del Portillo (es) - Paso del Planchón (es) - Paso de Come-Caballos (es) - Paso de Guana (es) - El Plumerillo | 32° 21′ 43″ sud, 70° 13′ 41″ ouest 32° 49′ 30″ sud, 70° 04′ 16″ ouest 33° 37′ 59″ sud, 69° 52′ 01″ ouest 35° 12′ 22″ sud, 70° 31′ 16″ ouest 28° 10′ 59″ sud, 69° 22′ 59″ ouest 30° 45′ 00″ sud, 70° 16′ 01″ ouest 32° 49′ 59″ sud, 68° 46′ 19″ ouest |        |
| Vallées Calchaquíes                                                                                | Catamarca, Salta, Tucumán   | Culturel, (ii), (iii), (iv), (v), (vi) | 2001 | 1582 | | 24° 24′ sud, 66° 36′ ouest |        |
| Ville de Tigre et ses clubs d'aviron (es)                                                          | Buenos Aires                | Culturel, (ii), (iii)                  | 2017 | 6288 | | 34° 24′ 54″ sud, 58° 34′ 44″ ouest |        |